# The Killer
The Killer és una pel·lícula estatunidenca d'acció i suspens psicològic de 2023 dirigida per David Fincher a partir d'un guió d'Andrew Kevin Walker. Està basada en la sèrie de novel·les gràfiques franceses del mateix nom obra d'Alexis Nolent amb il·lustracions de Luc Jacamon. La pel·lícula és protagonitzada per Michael Fassbender, Charles Parnell, Arliss Howard, Sophie Charlotte i Tilda Swinton. S'ha subtitulat al català.
La cinta va ser seleccionada per competir pel Lleó d'Or a la millor pel·lícula en el Festival de Cinema de Venècia de 2023.

## Sinopsi
Després d'un fatídic error, un assassí s'enfronta als seus caps i a si mateix en una persecució internacional que, segons afirma, no és personal.

## Repartiment
- Michael Fassbender com a Christian / L'assassí
- Charles Parnell com a Hodges, l'advocat.
- Arliss Howard com a Claybourne, el client.
- Sophie Charlotte com a Magdala
- Tilda Swinton com a l'experta
- Gabriel Polanco com a Leo, el taxista.
- Sala Baker com al brut
- Kerry O'Malley com a Dolores
- Emiliano Pernía com a Marcus, el germà de Magdala
- Monique Ganderton com a la dominatrix
- Daran Norris com a l'empleat del Deep South Lounge

## Producció

### Desenvolupament
Al novembre de 2007, es va informar que David Fincher dirigiria una adaptació del còmic francès de Matz The Killer, i que Allesandro Camon escriuria el guió, amb la companyia de Brad Pitt Plan B Entertainment com a productora i Paramount Pictures s'encarregaria de la distribució. Al febrer de 2021, Fincher havia presentat el projecte a Netflix, on va signar un acord general amb Andrew Kevin Walker, que ara escriuria el guió.

## Recepció
The Killer va rebre en general ressenyes positives per part de la crítica i de l'audiència. En el lloc web especialitzat Rotten Tomatoes la pel·lícula té una aprovació del 85%, basada en 244 ressenyes, amb una qualificació de 7.4/10, i amb un consens crític que diu: "The Killer troba al director David Fincher en plena forma, amb un thriller elegant i atractiu que resulta ser la combinació perfecta per al protagonista, Michael Fassbender". De part de l'audiència té una aprovació del 59%, basada en més de 1000 vots, amb una qualificació de 3.3/5.
El lloc web Metacritic li va donar a la pel·lícula una puntuació de 73 sobre 100, basada en 58 ressenyes, indicant "ressenyes generalment favorables". En el lloc web IMDb, els usuaris li van assignar una qualificació de 6.9/10, amb més de 92 000 vots, mentre que en la pàgina web FilmAffinity la cinta té una qualificació de 6.4/10, basada en 8549 vots.